# Garaeus acuminaria
Garaeus acuminaria là một loài bướm đêm trong họ Geometridae.